# Yee

애니메이션 《Dinosaur Adventure》에서 티라노사우루스 오로가 피크에게 "Yee"라고 말하는 모습.

Yee(한국어: 이)는 유튜버 revergo가 2012년 2월 29일에 유튜브로 업로드한 매드무비이다. Yee라는 소리가 만들어지게 된 계기는 이탈리아 버전인 이 장면에서 오로가 피크(Peek)를 부를 때 Peek의 P와 k가 거의 들리지 않아 ee만 들리게 되어 'Yee'가 됐다.

## 유래
영상의 원본이 되는 애니메이션은 독일의 애니메이션 제작사인 딩고 픽처스가 제작한 《Dinosaur Adventure》 (원제: Abenteuer im Land der Dinosaurier)이다. 'Yee' 영상은 애니메이션의 이탈리아어 더빙판의 한 장면을 편집하여 Yee라는 단어를 만들고, 여기에 애니메이션에 등장하는 음악을 리믹스하여 제작하였다. Yee라는 단어는 등장인물인 오로(Oro)가 다른 등장인물인 피크(Peek)를 부르는 대사를 편집한 것이다. 영상의 제작자인 유튜버 revergo는 'Yee' 영상을 만들기 전인 2011년 똑같은 장면에 다른 음악을 삽입하여 〈I dinosauri antropomorfi hanno il ritmo nel sangue〉(몸 속에 리듬이 흐르는 의인화된 공룡들)를 만든 바 있다.

### 대사
해당 영상의 원본 영상에서 나오는 대사는 다음과 같다.
| “ | - 피크: Mamma e papà hanno un nuovo bebè e non se ne fanno più niente di te! (너희 엄마와 아빠가 아기를 또 낳았으니, 너에겐 아무 것도 해 주지 않을 거야!) - 오로: Peek, come puoi dire una cosa simile, la maggior parte di noi fratelli o sorelle, i genitori amano tutti i figli allo stesso modo. (피크, 어떻게 그런 말을 할 수 있니, 많은 가족에게 형제 자매가 있지만 부모님들은 자식을 다 공평하게 사랑한다고.) | ” |

'Yee' 영상에 사용된 애니메이션 《Dinosaur Adventure》의 DVD

## 영향
'Yee'는 다양한 매체 및 온라인 커뮤니티에서 밈으로 소비되었다. 미국의 밴드 Secret Mall은 'Yee'에 영감을 받아 《YeEP》라는 음반을 제작하였다.

## 같이 보기
- 밈
- 인터넷 밈
- 인터넷 밈 목록
- 무야호- Yee와 유사한 한국의 밈.
- 그럼피 캣
- Nyan Cat
- 폴란드볼
- 독일초딩